# مستعمره (فیلم ۱۹۹۵)
«مستعمره» (انگلیسی: The Colony) یک فیلم است که در سال ۱۹۹۵ منتشر شد.